# 格雷 (愛荷華州)
格雷（英語：Gray）是一個位於美國愛荷華州奧德班縣的城市。

## 地理
格雷的座標為41°50′24″N 94°58′57″W / 41.84000°N 94.98250°W，而該地的平均海拔高度為416米（即1365英尺）。

## 人口
根據2010年美國人口普查的數據，格雷的面積為2.59平方千米，當中陸地面積為2.59平方千米，而水域面積為0.00平方千米。當地共有人口63人，而人口密度為每平方千米24人。